# Otto-Leege-Pfad

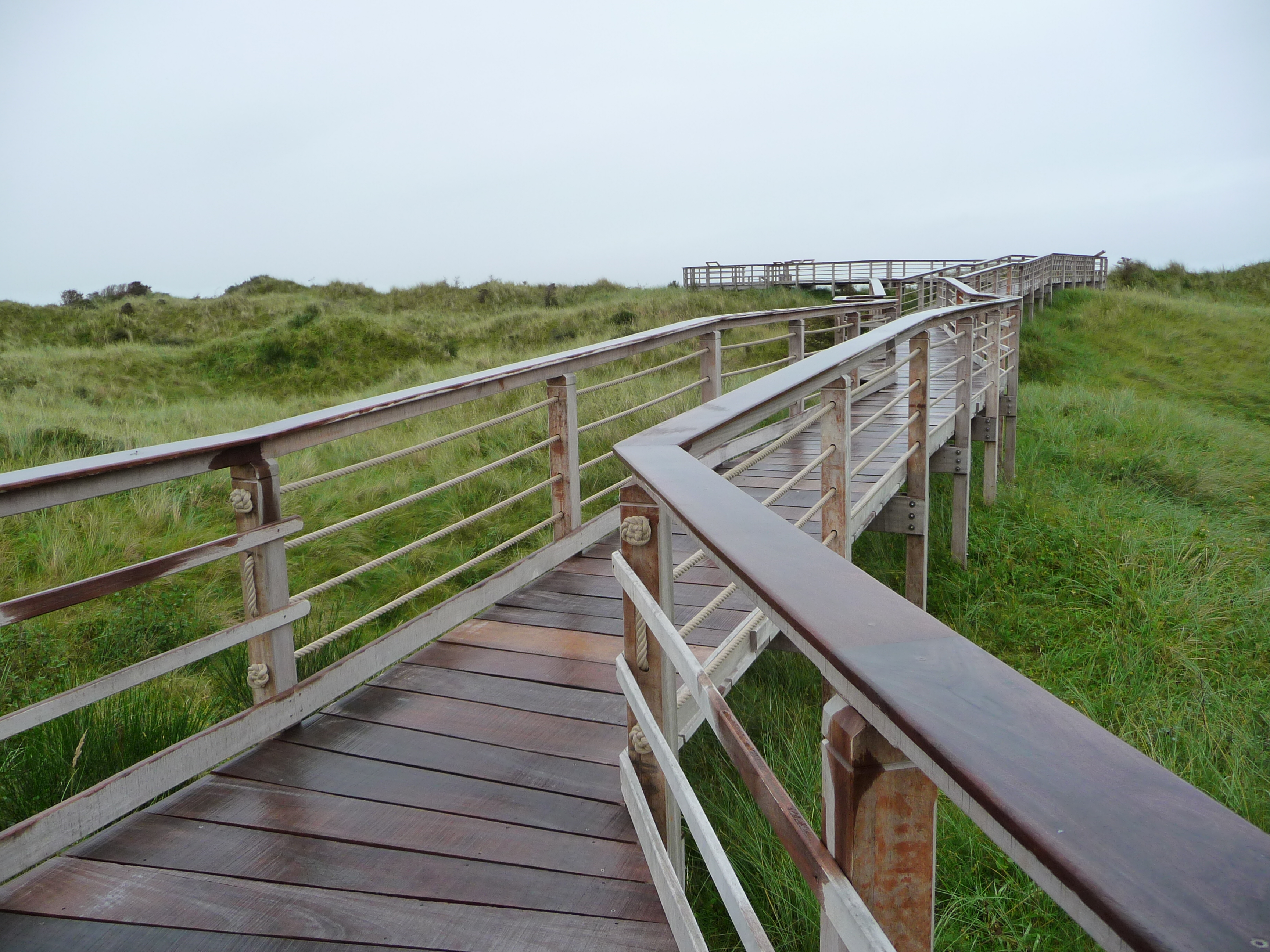
Aussichtsplattform an der Flugplatzstraße

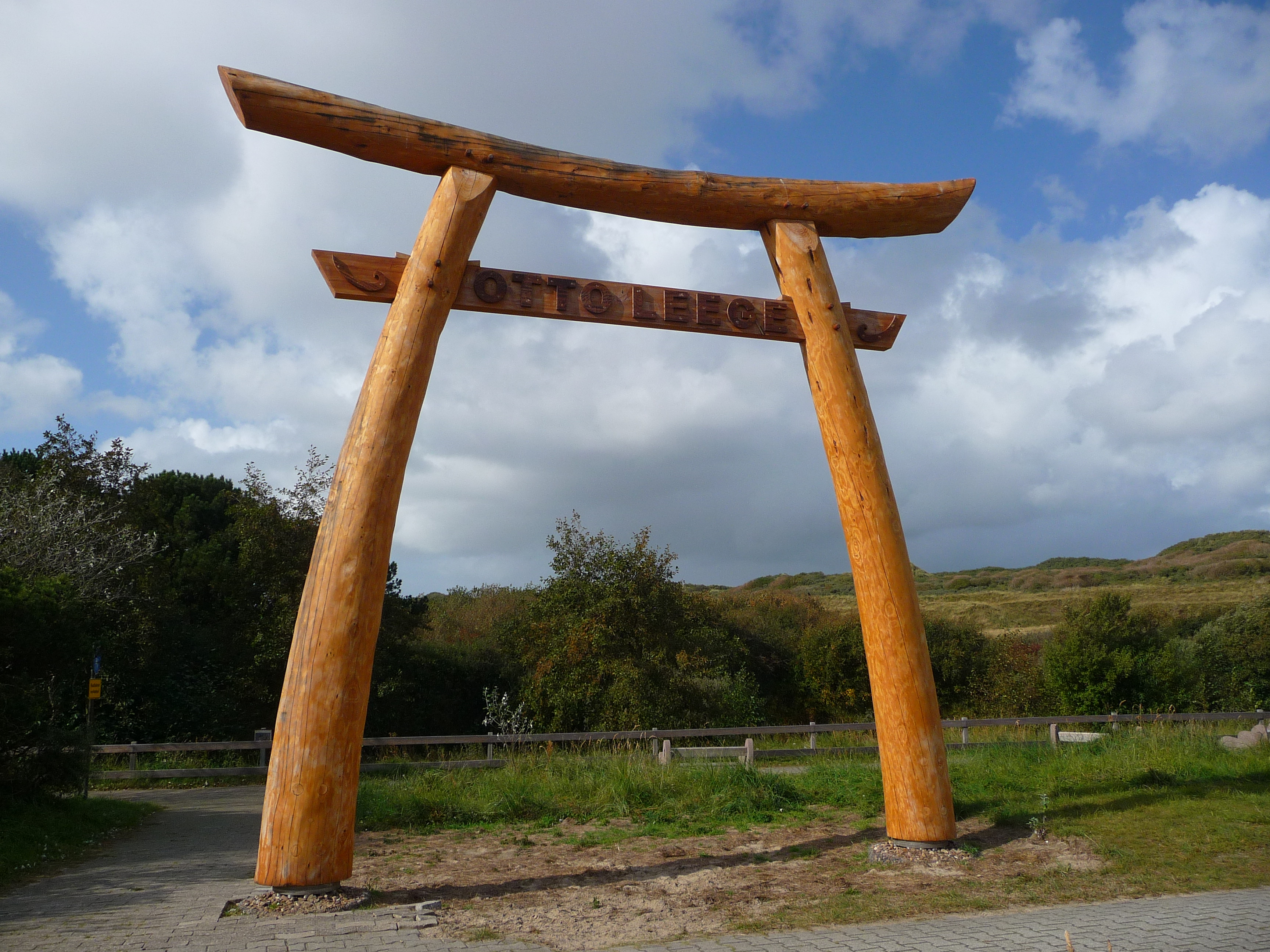
Otto-Leege-Tor

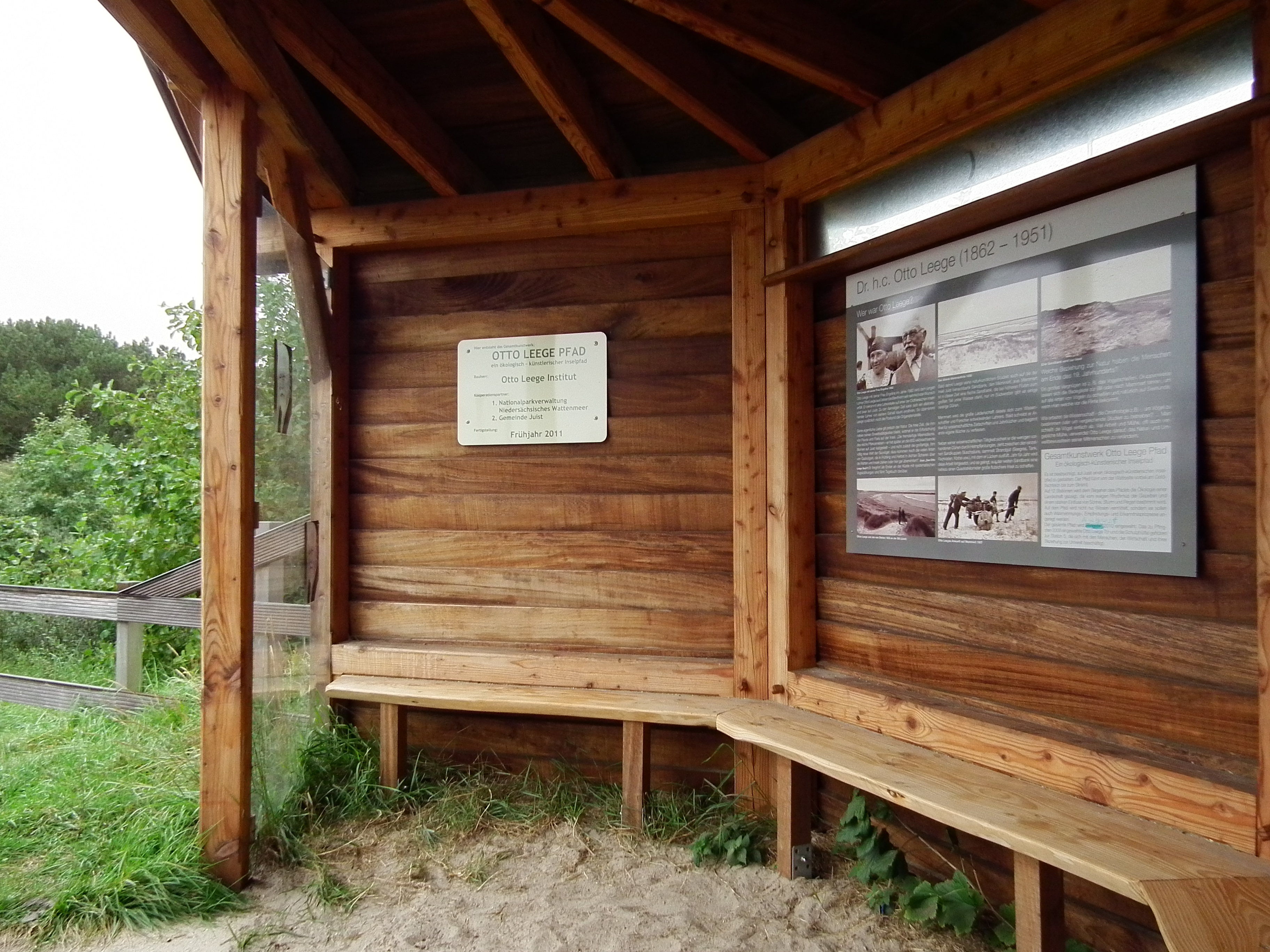
Schutzhütte an den Goldfischteichen

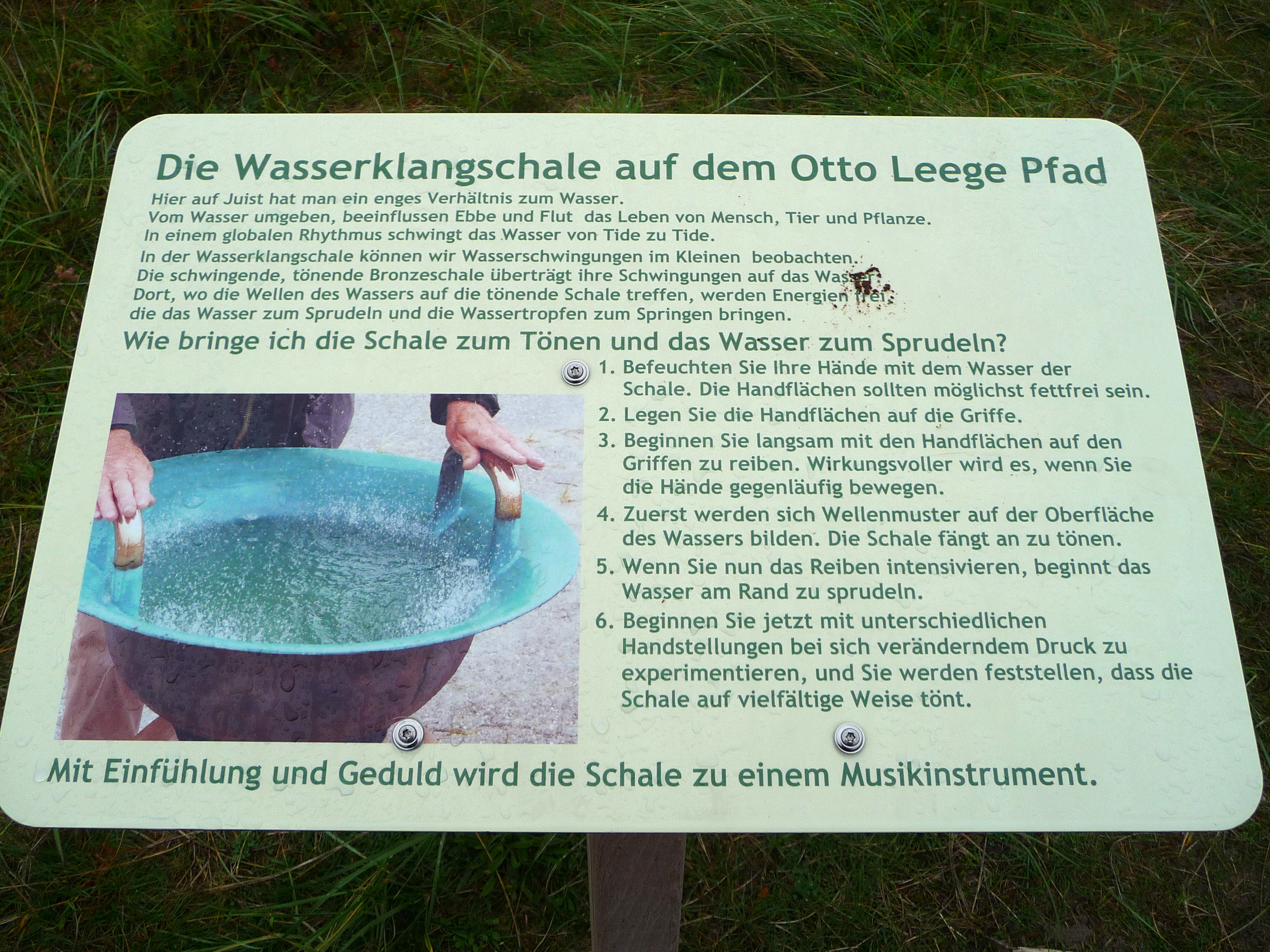
Informationstafel zur Wasserklangschale

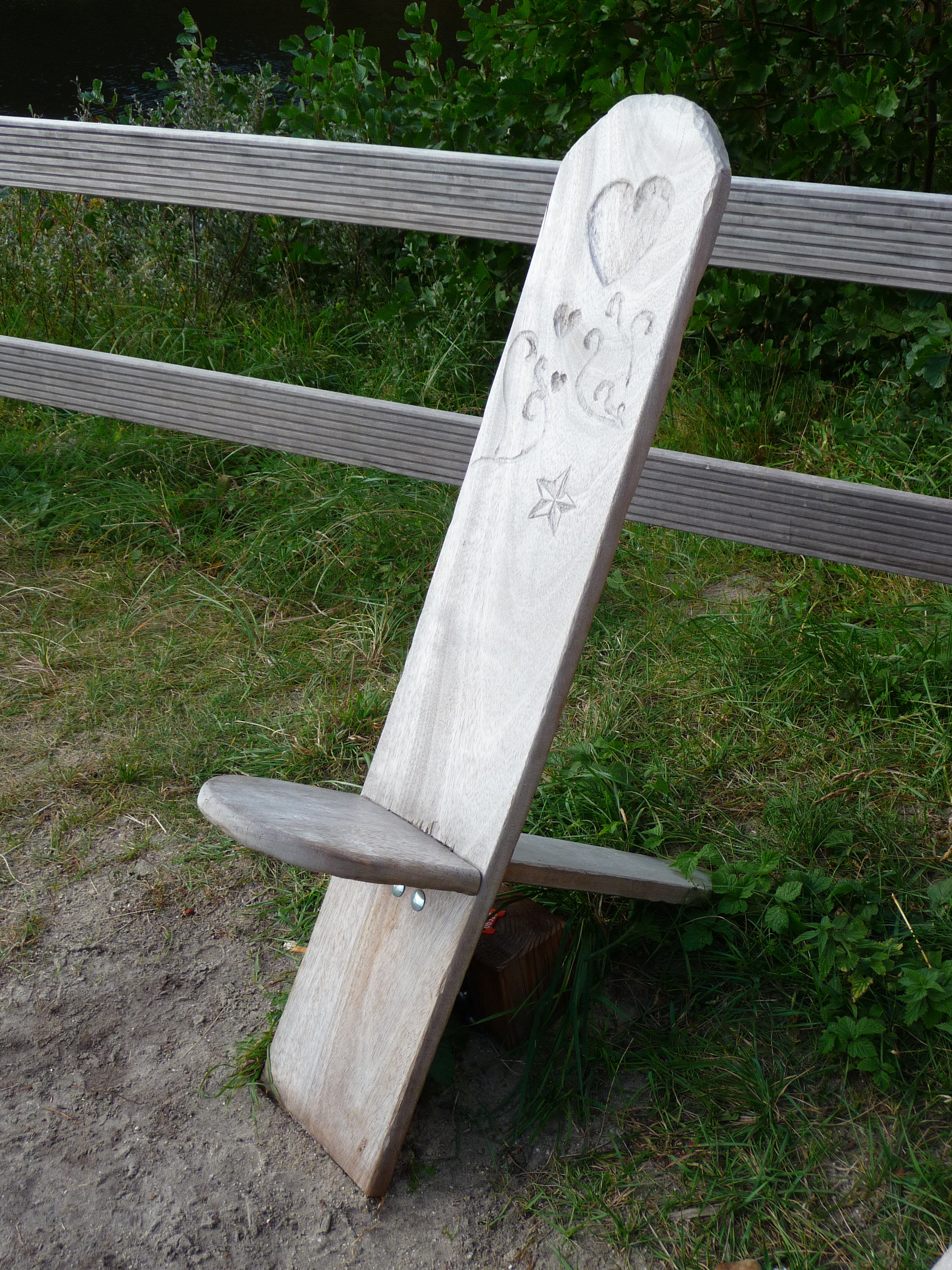
Steckstuhl

Der Otto-Leege-Pfad ist ein ökologisch-künstlerischer Lehrpfad auf der Ostfriesischen Insel Juist, der dem Naturforscher und „Vater“ der Vogelinsel Memmert, Otto Leege (1862–1951) gewidmet ist. Der Pfad befindet sich in den Juister Ostdünen zwischen dem Hauptort der Insel und der Wilhelmshöhe.

## Verlauf
Der rund einen Kilometer lange Lehrpfad erläutert dem Inselbesucher die Natur der Düneninsel mit ihren komplexen ökologischen Zusammenhängen. Dabei durchquert er die ganze Insel von den Salzwiesen im Süden bis zum Strand im Norden.
Der Pfad beginnt im Süden bei der neuen Aussichtsplattform an der Flugplatzstraße. Dort befindet sich ein Bild-Boden, der die Zugrouten der Zugvögel darstellt. Der auf Holzstelzen gebaute Bohlenweg mit einem Geländer aus Holz und Schiffstau überbrückt die rund 120 Meter bis zur Jaguar-Straße und gestattet einen weiten Blick über die Inseldünen, die Salzwiesen, das Watt und die Festlandsküste. Dieser Abschnitt des Otto-Leege-Pfads gleicht einem Baumwipfelpfad durch die Dünen. Am Geländer sind mehrere Relieftafeln angebracht, welche die Entwicklung der Inselmorphologie zeigen.
Von der Jaguar-Straße verläuft der Lehrpfad weiter zu den Juister Goldfischteichen, die ebenfalls von Otto Leege einst angelegt wurden. Dort befinden sich seit Juni 2009 das Otto-Leege-Tor sowie eine achteckige Schutzhütte, in der Leben und Werk des Naturwissenschaftlers Otto Leege auf einer Schautafel dokumentiert ist. Das 5,75 Meter hohe und 6,45 Meter breite Ehrentor im Stil eines japanischen Torii wurde aus vier Douglasien aus den Hatter Wäldern gezimmert und anschließend auf die Insel transportiert.
Von den Goldfischteichen verläuft der Pfad weiter durch die typische Juister Dünenlandschaft bis zu einer weiteren Aussichtsplattform auf den nördlichen Randdünen. Von hier hat man einen Panorama-Blick auf den Strand, auf die Ostdünen bis zum Café Wilhelmshöhe, auf das Wattenmeer und das Dorf.
Weitere Stationen entlang des Lehrpfads zeigen die Kunstinstallationen „Windharfe“ und „Wasserklangschale“, die zum Mitmachen und Miterleben auffordern. Des Weiteren zieren Infotafeln den Weg, die die Juister Natur thematisieren, sowie eine Mitmach-Sonnenuhr. Als Sitzgelegenheiten sind am Pfad 22 sogenannte Steckstühle verteilt, die von Schülern der „Projektgruppe Schreinern“ der freien Waldorfschule Wetterau in Bad Nauheim angefertigt wurden.

## Geschichte
Die Idee zu dem Lehrpfad entwickelte das auf Juist beheimatete Otto-Leege-Institut in Zusammenarbeit mit der Nationalparkverwaltung Niedersächsisches Wattenmeer und der Inselgemeinde Juist. Bauherr der Anlage ist das Otto-Leege-Institut. Die Projektleitung hat der Sandhatter Bildhauer Bernd F. K. Bunk inne, der auch Vorsitzender des Instituts ist.
Das Otto-Leege-Institut hatte bereits 2007 einen Internetwettbewerb zur Gestaltung eines Lehrpfades auf Juist ausgeschrieben. Fünfzehn Beiträge gingen ein. Den mit 5.000 Euro dotierten ersten Preis erhielt der Beitrag der Landschaftsökologin Elke Freese aus Oldenburg. Die Preisverleihung fand am 10. Mai 2008 statt. Seitdem wird an der Umsetzung des Lehrpfades gearbeitet. 2009 entstanden das Otto-Leege-Tor und die Otto Leege gewidmete Schutzhütte, 2010 die Aussichtsplattformen sowie die Kunstinstallationen. Bei der weiteren Umsetzung gab es dann Unstimmigkeiten zwischen den beteiligten Institutionen, unter anderem mit der Nationalparkverwaltung Niedersächsisches Wattenmeer. So konnte man sich zunächst nicht über die Gestaltung und den Inhalt der Informations- und Schautafeln einigen. Die ursprünglich für das Frühjahr 2011 geplante offizielle Eröffnung des Otto-Leege-Pfads fand daher bisher nicht statt.
Der Lehrpfadbau wurde unter anderem mit Mitteln aus der Deutschen Bundesstiftung Umwelt DBU in Höhe von 73.518,00 Euro sowie Zuwendungen aus dem Programm „Natur erleben“ der Förderrichtlinie „Natur erleben und nachhaltige Entwicklung“ für das Weltnaturerbe Wattenmeer im Jahr 2010 des Landes Niedersachsen in Höhe von 108.382,58 Euro gefördert.

## Kunstinstallationen und Aktionselemente
- Otto-Leege-Tor – Das Otto-Leege-Tor steht für Otto Leeges Wirken für den Naturschutz, womit ein Tor in die Zukunft geöffnet worden ist. Dies war Voraussetzung zur Anerkennung des  Weltnaturerbes Wattenmeer[2].

- Windharfe – Die zwei Meter hohe Windharfe ist eine drehbare Holzskulptur aus massiver Eiche, die sich von selbst in den Wind dreht und durch einige gespannte Metallsaiten Klänge erzeugt. Durch die drehbare Lagerung der Harfe kann die Klangbildung und Lautstärke durch den Besucher beeinflusst werden. Sie wurde vom Bildhauer Bernd F. K. Bunk entworfen. Umgesetzt wurde der Entwurf durch den Kettensägenkünstler Peter Neubert und der Windharfenbauerin Jutta Kelm.[2]

- Wasserklangschale – Die mit Wasser gefüllte Bronzeschale besitzt zwei Haltegriffe, über die mittels Reibung unterschiedliche Klänge erzeugt werden können.[2]
- Sonnenuhr – Die Bauart der Sonnenuhr auf dem Otto-Leege-Pfad entspricht der einer analemmatischen Sonnenuhr. Als Stundenzeiger fungiert der Schatten des Betrachters, der sich auf das entsprechende Monatsfeld stellt. Angezeigt wird die wahre Ortszeit.

- Bild-Boden – Nach Entwürfen der Ersten Preisträgerin Elke Freese: Bei dieser Installation wird der Boden der Aussichtsplattform an der Flugplatzstraße zum „Bild-Boden“. Es handelt sich um eine flächige Darstellung und zeigt eine Weltkarte und die Zugrouten und wichtigsten Aufenthaltsorte der Zugvögel im Plattformboden.[9]

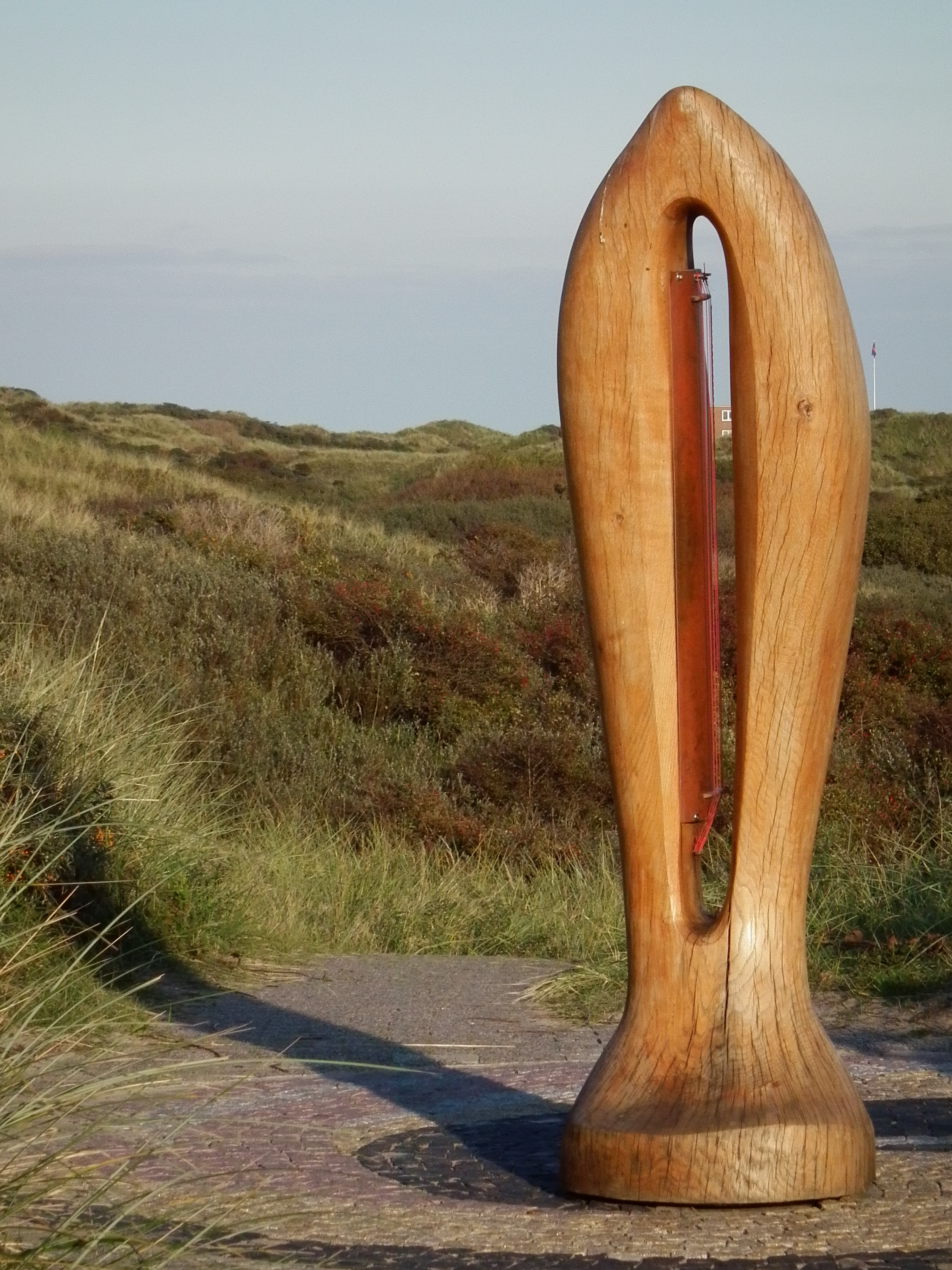
Windharfe
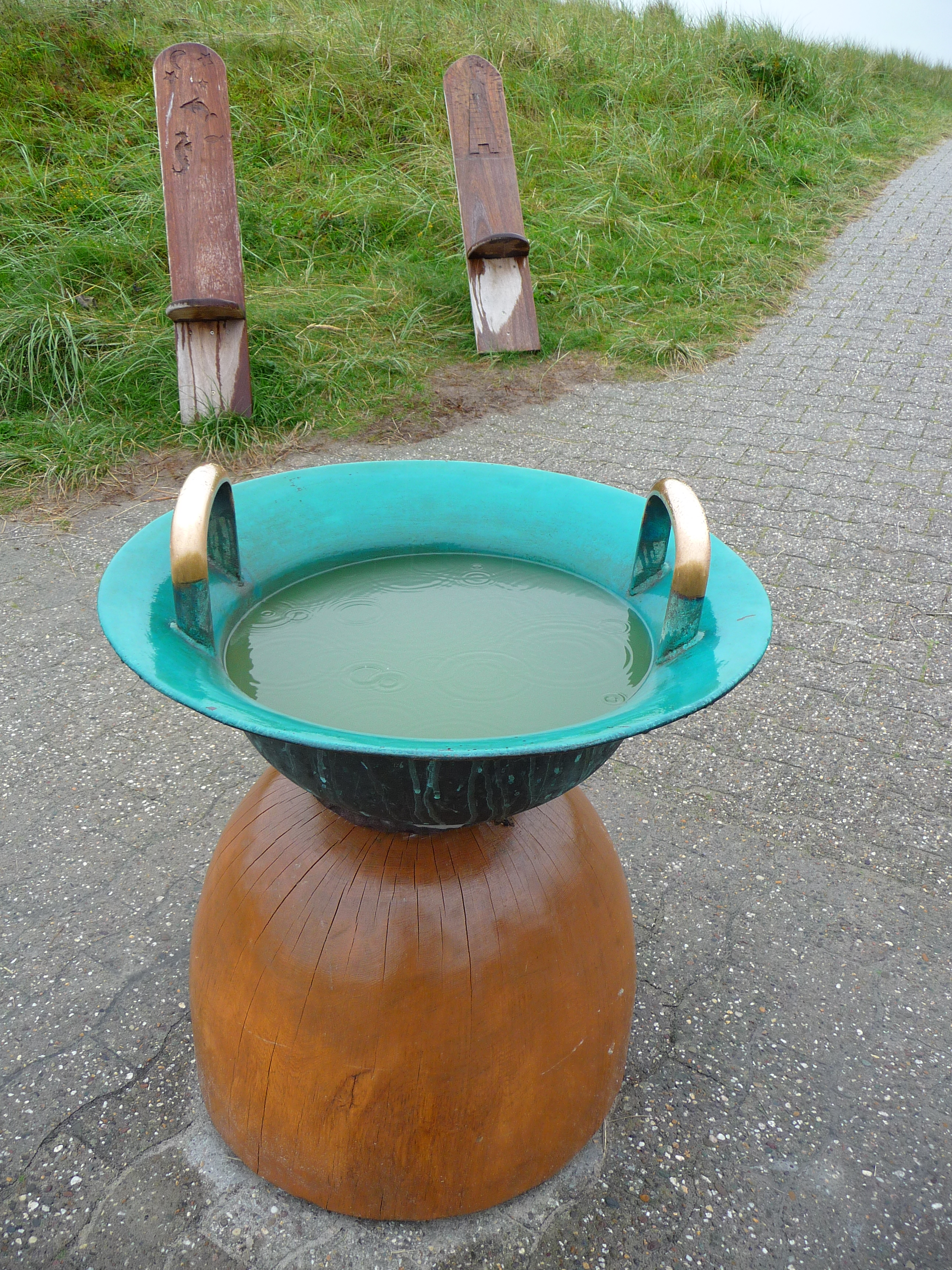
Wasserklangschale
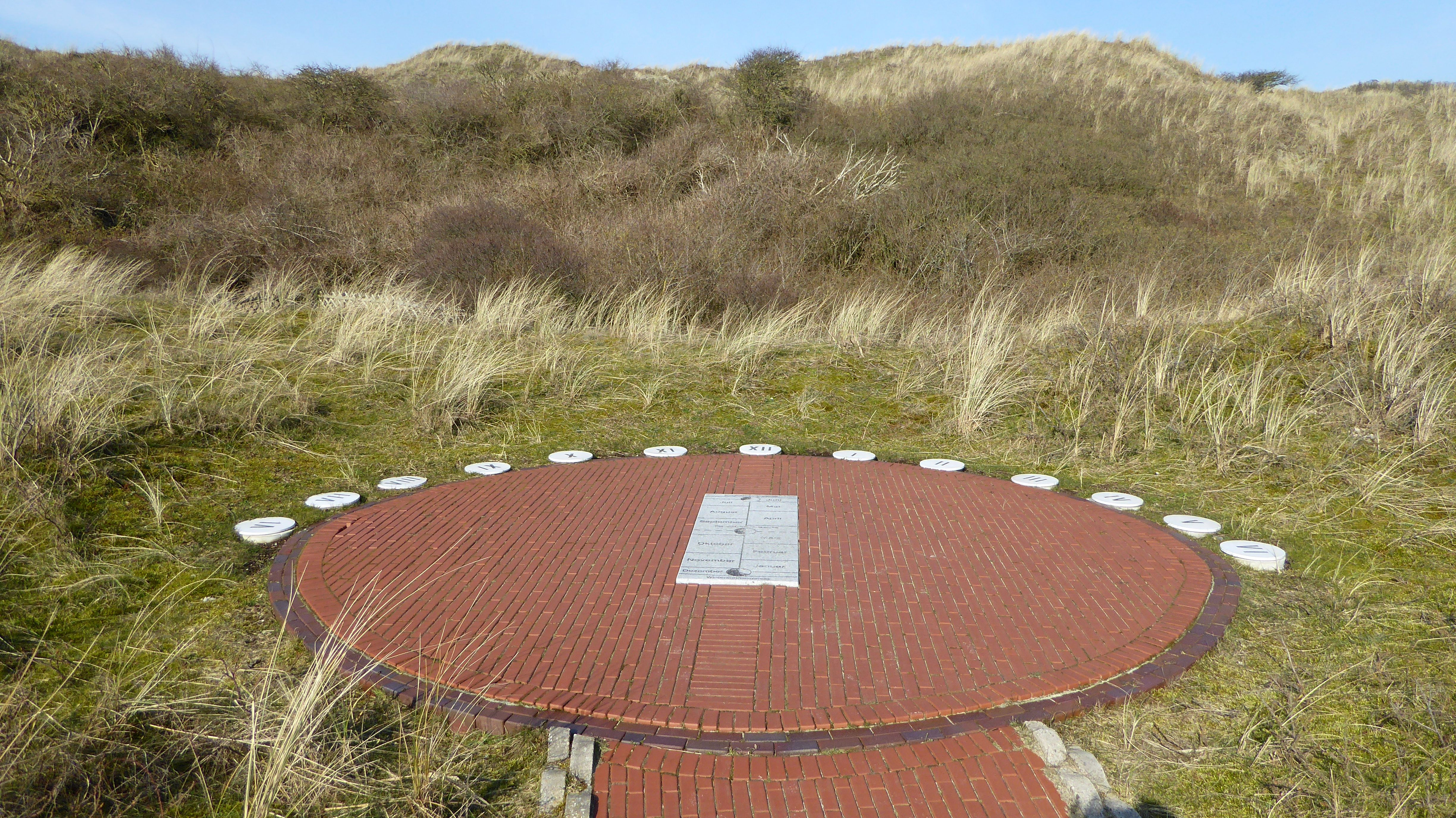
Sonnenuhr
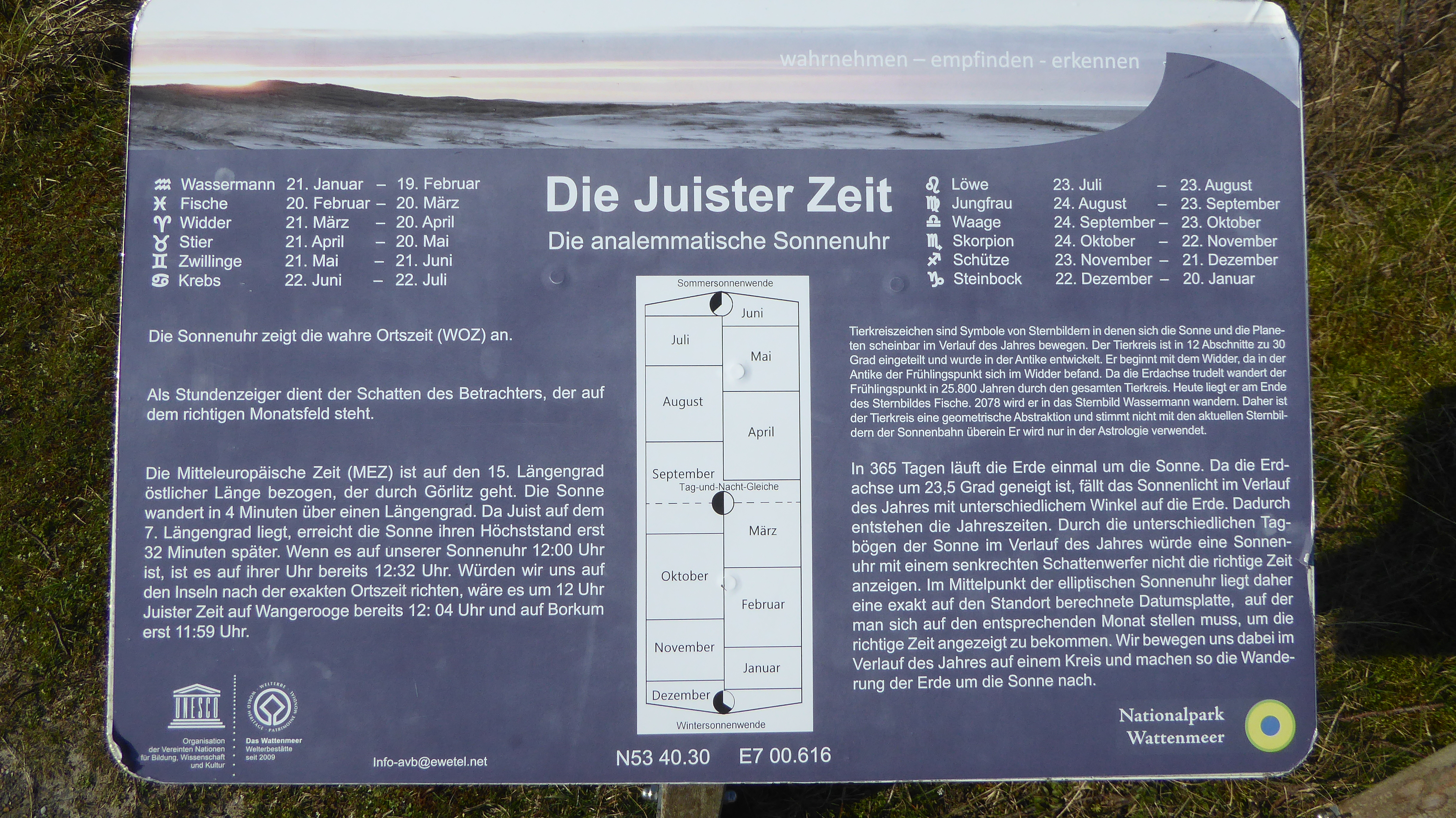
Informationstafel zur Sonnenuhr